# Серебряный рубль
Серебряный рубль, рубль серебром (устар. — рубль серебряной монетой) — денежная единица, чаще всего представленная в виде серебряных монет или кредитных билетов. Как монета серебряный рубль регулярно, с небольшими перерывами, чеканился с 1704 по 1924 год, фактически находился в обращении до 1931 года, формально сохраняя платежную силу до денежной реформы 1961 года. Как денежная единица монометаллизма или одна из двух при сосуществовании нескольких единиц серебряный рубль использовался в древнерусских княжествах, а затем в России — с момента своего появления (XIII век) до денежной реформы Витте (1895—1897 годы), когда серебро окончательно стало вспомогательным денежным металлом, уступив первенство золоту (золотой стандарт). Исторически рубль, как правило, равнялся 200 деньгам, затем 100 копейкам.

## История

#### Предпосылки
Впервые слово «рубль» как название слитка серебра (гривны) весом около 204 грамма упоминается в новгородских летописях и других письменных источниках с XIII века, постепенно замещая используемый ранее термин «гривна серебра», который вскоре совсем выходит из употребления. Рубль встречается в тексте Договорной Грамоты великого князя Михаила Тверского с Новгородом, датируемой 1317 годом. В XIV веке рубль становится счётно-весовой единицей, а в XV-м — уже только счётной. Летописи этого периода свидетельствуют, что к началу XV века счёт на куны при совершении крупных сделок вытесняется счётом на рубли, а в мелких бытовых операциях — на денги и алтыны (6 денег). По мнению историков И. Г. Спасского и В. Л. Янина, наиболее важное значение имело превращение рубля из слитка серебра в единую счётную денежную единицу на территории всей Руси. Рубль, появившийся в конце XIII века в Новгороде, стал исходной нормой веса для начала регулярной чеканки русских монет в конце XIV века.
Впоследствии, в правление Великого князя Московского Ивана III на рубеже XV—XVI веков в обращении остались монеты только двух стандартов: московского и вдвое более тяжелого новгородского, что было закреплено денежной реформой Глинской в 1535 году, когда рубль был установлен равным 100 новгородкам или 200 московкам. При Иване Грозном московская денга (московка) стала называться просто «денгой», а новгородская (новгородка) — «копейной денгой», позже просто «копейкой». Кроме того, в его правление чеканилась серебряная полушка (1⁄2 деньги). Из одной гривенки (слитка весом в 204 грамма), приравненной уже к 3 рублям, указом Ивана Грозного предписывалось делать 300 новгородок или 600 московок. Московка стала наиболее привычной для населения единицей счета, счет на московки или денги продолжался до 1720 - х. В этот период истории материального воплощения рубля не существовало. В XVII веке появился так называемый «начетный рубль», представляющий собой 100 копеек, завёрнутых в ткань или бумагу. Впервые серебряная монета номиналом в рубль, на основе западноевропейских талеров, была отчеканена в рамках денежной реформы царя Алексея Михайловича. Эти монеты не получили распространения из-за дороговизны производства и несоответствия номинала монеты стоимости содержащегося в ней серебра, металл стоил дешевле металла, содержащегося в 100 копейках — масса была эквивалентна всего 64.

#### До 1769 года
Денежные реформы Петра I сделали серебряный рубль основной денежной единицей Российской империи. До 1769 года рубль, как денежная единица был представлен в обращении в виде серебряных монет достоинством в один рубль, полтину и полуполтину, одновременно с набором разменных монет из меди и серебра, имевших постоянное, обозначенное на монете достоинство. При этом, в промежутке от 1694 по 1698 год отмечается увеличение объёмов чеканки монеты для покрытия военных расходов. В 1698 году счетный рубль, официально составлявший 100 копеек, или, по распространенному в народе счету 200 денег, был в очередной раз девальвирован, составляя около 70% от счетного рубля царевны Софьи или всего 41% от счетного рубля времен Елены Глинской. Счетный рубль по весу был очень схож с ефимками, и самой распространенной европейской монетой того времени - альбертусталером .
| Правитель        | Масса             |
| ---------------- | ----------------- |
| Петр I           | 6 2/3 золотника   |
| Софья Алексеевна | 11 1/6 золотника  |
| Иван IV          | 16 золотников     |
| Иван III         | 18 6/13 золотника |

#### Параллельно с ассигнационным рублем
Начиная с 1769 года, в дополнение в металлической монете в обращение были выпущены бумажные ассигнации, которые формально могли размениваться на любые монеты, но фактически обменивались на медные. Из-за чрезмерного выпуска к концу 1780-х годов стоимость ассигнаций по отношению к серебряным монетам уменьшилась, в результате чего рубль серебром перестал быть единственной денежной единицей, его дополнил рубль ассигнациями (по мнению И. И. Кауфмана, рождение новой денежной единицы в виде рубля ассигнациями относится к 1810 году). Курс ассигнационного рубля к серебру непрерывно понижался из-за избыточного количества ассигнаций в обороте и вызванной этим инфляции. В период с 1769 года по 1840 год серебряный рубль оставался вспомогательной денежной единицей, реализованной в виде ограниченного набора серебряных монет (от 5 копеек до 1 рубля), имевших рыночный курс обмена с ассигнационным рублём. В конце правления Екатерины II дефицит бюджета регулярно восполнялся дополнительными выпусками ассигнаций, что ещё больше дестабилизировало курс и способствовало вымыванию серебряной монеты из оборота. Безудержная инфляция привела к повышению закупочных цен на медь, что по предложению Платона Зубова, фаворита императрицы, можно было исправить снижением монетной стопы с 16 до 32 рублей. Из-за смерти Екатерины II реформа не была завершена, от неё остались только так называемые «вензельные монеты» .

#### Банковские монеты Павла I
Первая попытка остановить инфляцию ассигнационного рубля и уравнять его с серебряным была предпринята императором Павлом I в ходе его денежной реформы 1796—1798 годов. По восшествии нового императора на престол был отменён проект перехода на новую монетную стопу. Кроме того, были упразднены новые монетные дворы. Началась перечеканка легковесной монеты с уменьшением её номинала в два раза. Серебряный рубль стал полноценной банковской монетой, что отмечалось буквами БМ на аверсе. Был введён ограниченный обмен ассигнаций на золото и серебро, предпринята попытка привести рубль к западноевропейским весовым стандартам и передать ему роль торговой монеты, что частично выразилось в выпуске так называемых «ефимков», имевших параметры немецких талеров и мальтийских скудо. Но недостаточное количество серебра в казне и сложность реализации размена ассигнаций на серебро привели к провалу реформы. Реформу можно считать первой попыткой вернуться к биметаллизму золото-серебро .

#### Реформы Сперанского
В 1809 году государственный секретарь Михаил Сперанский по указанию императора Александра I предпринял очередную попытку изменения существующей финансовой системы. В стране разразился масштабный экономический кризис, вызванный коалиционными войнами и присоединением к континентальной блокаде, и Сперанский планировал коренным образом реорганизовать всю систему государственного управления. В области денежного обращения Сперанский предлагал переход к серебряному рублю как основной денежной единице, замену медной разменной монеты на серебряную, а ассигнаций на кредитные деньги.
Планировалось ввести открытую чеканку золотых и серебряных монет, когда любой, изъявивший желание, мог перечеканить свой металл в слитках на монету на монетном дворе без взимания пошлины. Была предпринята попытка изъять из обращения излишек бумажной денежной массы, при этом Сперанский рассчитывал на рост курса ассигнаций, но этого не произошло. Сперанскому не удалось в полной мере осуществить свои планы по реорганизации финансовой системы, во всех слоях общества наблюдалось неприятие его идей, кроме того, страна находилась в преддверии войны с Наполеоном и реформы не получили дальнейшего развития. Во время войны из-за изготовления Францией фальшивых ассигнаций, а также из-за их дополнительной эмиссии Российской империей, курс бумажного рубля сильно упал. Впрочем, наличие подделок побудило правительство повысить степень защиты банкнот.

#### Реформа Канкрина
Только в 1839 году, в результате денежной реформы министра финансов Егора Канкрина, ассигнационный рубль был упразднён, и серебряный рубль с жестко установленным содержанием серебра, указание которого в том или ином виде присутствовало на монетах вплоть до конца чеканки, снова стал единственной денежной единицей России. Начался обмен кредитных билетов на серебро без ограничений и ажио. Постоянное наличие серебра в казне обеспечивалось обратным процессом: получением вкладов серебра в обмен на кредитные билеты. При этом, привязанные ранее к ассигнационному рублю медные монеты вновь получили жёсткий курс обмена с серебром, а сам серебряный рубль в виде монеты был дополнен депозитарными, а с 1843 года кредитными билетами нового образца. Реформа Канкрина установила серебряный монометаллизм, который де-факто был основной денежной системой древнерусских княжеств. Для обозначения нового, не привязанного к старым ассигнациям, курса медных монет на них с 1839 года по 1849 годы присутствовала надпись «серебром» под номиналом. В начале реформы в Российской империи одновременно обращались три вида бумажных денег: новые кредитные и депозитные билеты, а также старые ассигнации. Так как от эмиссии билетов правительство на первом этапе реформы не получало прибыли, при массовом отзыве вкладов для банков существовала опасность банкротства, вскоре были выпущены кредитные билеты без 100-процентного покрытия серебряной монетой. 
После реформы и до Крымской войны серебряный рубль был основным средством расчета. Но начавшийся, в связи с возросшими военными расходами, неконтролируемый выпуск необеспеченных кредитных билетов пошатнул доверие населения к устоявшейся денежной системе. В 1856 году был прекращён обмен кредитных билетов на серебро. Впоследствии были предприняты попытки вновь восстановить обмен кредитных билетов на серебро, но после двух волн удешевления серебра и падения его курса к золоту, бумажный рубль фактически стал фиатными деньгами.

#### Реформа Александра II
Изменить эту ситуацию попытался Александр II, проводивший в 1860—1870-х годах кардинальное реформирование всего государственного строя Российской империи, в том числе и реформу финансовой системы. В числе прочего, в 1861 году рассматривался проект девальвации серебряного рубля с четырёхкратным снижением его веса чистого металла, составлявшего в то время 18 грамм, что уравняло бы его с французским франком, на тот момент одной из основных европейских валют. Также предполагался переход к чеканке никелевой разменной монеты, на которую к середине XIX века перешло большинство ведущих мировых держав. Все эти проекты были отклонены из-за опасения нежелательных социальных последствий. Всё, на что решилось правительство, — уменьшение веса и пробы серебряной разменной монеты.
Главной целью реформы, которой она не смогла достичь, было повышение официального курса кредитного рубля до его заявленного номинала. 1 мая 1862 года было объявлено о начале его обмена на золотые монеты достоинством в 5 рублей и серебряные монеты номиналом 1 рубль, 50 и 25 копеек по курсу, устанавливаемому Государственным банком. Катастрофическая нехватка денег в казне и непрекращающийся политический кризис обрекли все эти начинания на провал. После очередной неудачной попытки реформировать финансовую систему, с 1864 года и до конца XIX века в России обращались почти исключительно бумажные деньги, не разменные на золото и серебро.
В 1877 году были предприняты первые попытки перейти к золото-серебряному биметаллизму, государство обязало выплачивать таможенные пошлины только в золоте, серебро оставалось только средством накопления и в обороте почти не участвовало. С 1885 года, когда было уменьшено содержание золота в империале, рубль почти полностью был представлен в обращении кредитными билетами и золотом.

#### После реформы Витте
В 1897 году, в результате реформы министра финансов Сергея Витте, серебряный рубль прекратил своё существование как денежная единица Российской империи. 29 августа 1897 года был издан указ об эмиссионных операциях Госбанка, получившего право выпуска банкнот обеспеченных золотом. С этого времени и, вплоть до 1915 года, серебряный рубль оставался уже лишь физическим платёжным средством: монетой из серебра, привязанной к новой единице — золотому рублю. Золотые и серебряные монеты обращались в Российской империи до 1915 года, когда из-за финансового кризиса, вызванного Первой мировой войной, из обращения исчезли монеты не только из драгоценных металлов (из золота и серебра), но и медные — частично их заменили деньги-марки.

#### В СССР
Временное правительство не чеканило монет, и, технически, основным платёжным средством на территории РСФСР был старый золотой рубль царской чеканки. Первый серебряный рубль СССР был отчеканен в 1921 году. Параметры рубля и остальной линейки разменных монет соответствовали стандартам имперской чеканки. Во время реформы 1922—1924 годов был введён золотой червонец, ставший новой твёрдой валютой. Хотя технически червонец был эквивалентен 10 рублям Николая II, меры, предпринятые новым правительством для повышения престижа новой валюты, уже в самое короткое время привели к тому, что даже в частных расчётах червонец постепенно вытеснил царские 10-ти рублёвки из денежного оборота.
Серебряный рубль выполнял роль вспомогательной валюты при золотом червонце и был средством замещения совзнаков. Существование рыночной экономики в условиях командно-административной системы СССР ожидаемо было недолгим, в 1926 году законодательно был запрещён вывоз советских денег из страны. Со сворачиванием реформы и нарастанием экономического кризиса, валютный курс рубля был девальвирован. Большая часть полновесных серебряных монет сразу исчезла из оборота, как самое доступное средство накопления для населения в условиях нестабильности.  Столкнувшись с острой нехваткой серебра для чеканки монет, советское правительство в 1931 году перешло на выпуск монеты из бронзы и медно-никелевого сплава. На этом закончилась история серебряного рубля в стране, как монеты, последние пробные экземпляры были отчеканены в незначительном количестве в 1928 году. Впрочем, серебряная линейка оставалась платежным средством вплоть до реформы 1961 года.

## Влияние на экономику
После своего введения в 1704 году и до появления ассигнаций в 1769, серебряный рубль был основой российской экономики. Но серебра для чеканки монет не хватало, к тому же оно было необходимо для оплаты всех военных и внешних расходов. Первые попытки чеканить рублевые монеты из меди были предприняты при Екатерине I, но неудобство их использования при расчётах и неприятие населением привели к провалу всех предприятий такого рода. Количество металла в рублевой монете несколько раз падало, и в правление Елизаветы Петровны вес чистого металла в монете упал до 18 грамм, на этом уровне он оставался до прекращения чеканки в 1924, что в том или ином виде указывалось на монетах с 1810 года. Позднее содержание драгоценных металлов указывалось и на золотых монетах.
Полное истощение казны из-за длительных войн, а также почти полное выпадение серебра из оборота внутри страны привели к появлению ассигнационного рубля, с обменом исключительно на медь. Последующие 70 лет, до реформы Канкрина, серебро было в основном средством накопления, хотя охотно принималось к оплате. Большая часть ценников того времени имела указание для серебра и для ассигнаций. Некоторое время после реформы серебряный рубль служил основным средством при расчетах, пока неконтролируемая эмиссия кредитных билетов не привела вновь к исчезновению серебряных денег из денежного оборота.
В короткий период с 1893 и до реформы Витте, в обращение снова были введены биллонные монеты и серебряный рубль. После этой реформы серебро выполняло роль исключительно разменной монеты. Перед началом Первой мировой войны, 27 июня 1914 года императором Николаем II был подписан указ, приостанавливающий на неопределённое время обмен кредитных билетов на золото. Это привело к тому, что из оборота исчезли не только золотые и серебряные монеты, но и медь.